# Alfa Romeo 147
Der Alfa 147 ist ein Kompaktklasse-Pkw der italienischen Automobilmarke Alfa Romeo, der von Herbst 2000 bis Mitte 2010 produziert wurde.

## Allgemeines
Der 147 basiert auf der modifizierten Plattform des 1997 vorgestellten Mittelklassemodells Alfa 156, dessen Fahrwerkstechnik auch weitgehend übernommen wurde. Das Karosseriedesign wurde von Andreas Zapatinas unter dem Designchef Walter Maria de Silva entworfen.

## Geschichte
Der Alfa 147 wurde im Jahr 2000 auf dem Turiner Autosalon präsentiert und im November 2000 als Dreitürer mit Vierventil-Ottomotoren aus der Twin-Spark-Reihe mit 77, 88 oder 110 kW (105, 120 oder 150 PS) und 1,9-Liter-JTD-Turbodiesel-Direkteinspritzer 85 kW (116 PS) eingeführt.
Im Mai 2001 folgte die fünftürige Variante. Zugleich erhielten die Dieselmotoren einen Turbolader mit verstellbaren Leitschaufeln. Wie beim nächstgrößeren Alfa 156 sind die hinteren Türgriffe in den Dachholmen versteckt.
Ende 2002 wurden moderne Multijet-Diesel mit Vierventiltechnik und 103 kW (140 PS) und Mitte 2003 auch mit Zweiventiltechnik und 74 kW (100 PS) eingeführt.
Im Februar 2003 wurde das Angebot durch das, auf dem Pariser Autosalon 2002 vorgestellte, Spitzenmodell 147 GTA ergänzt. Es hat einen V6-Zylinder-Motor mit 3,2 l Hubraum und 184 kW (250 PS), der auch in den 156 GTA, 166 3.2, GTV 3.2 und den GT 3.2 eingebaut wurde. Die Karosserie des 147 GTA unterscheidet sich von den übrigen Modellen durch eine andere Front- und Heckstoßstange, breitere Kotflügel und eine Abrisskante am Dach. Der GTA blieb der ersten Serie der 147er-Reihe vorbehalten, bei der zweiten Serie war zuletzt der 1,9-JTD-Commonrail-Dieselmotor mit 125 kW (170 PS) der stärkste Motor.
Im März 2004 folgte das Modell ti (Turismo Internationale) mit neuer Sportausstattung.
| Sterne im Euro-NCAP-Crashtest |

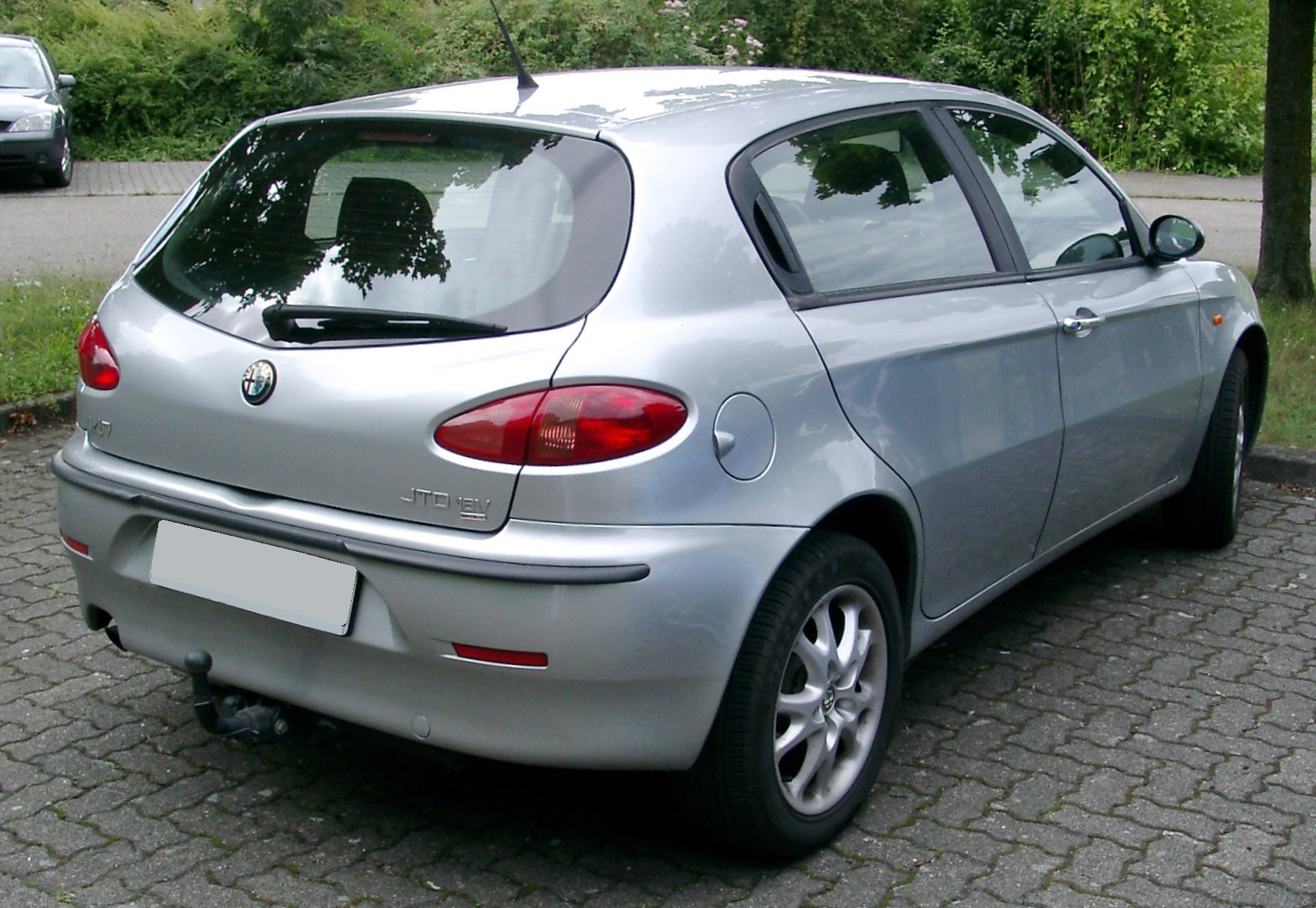
Alfa Romeo 147 Fünftürer (2001–2004)
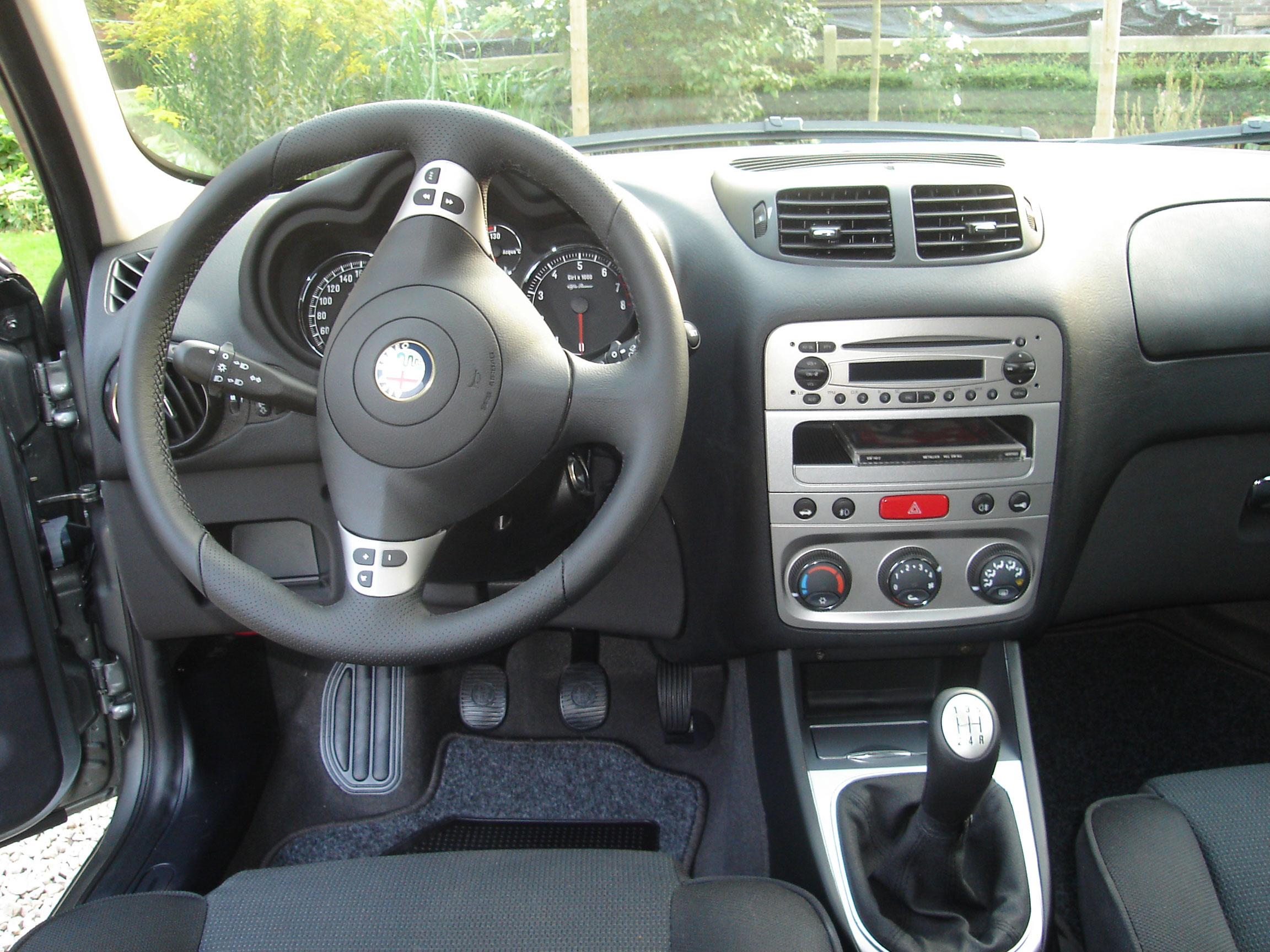
Armaturenbrett
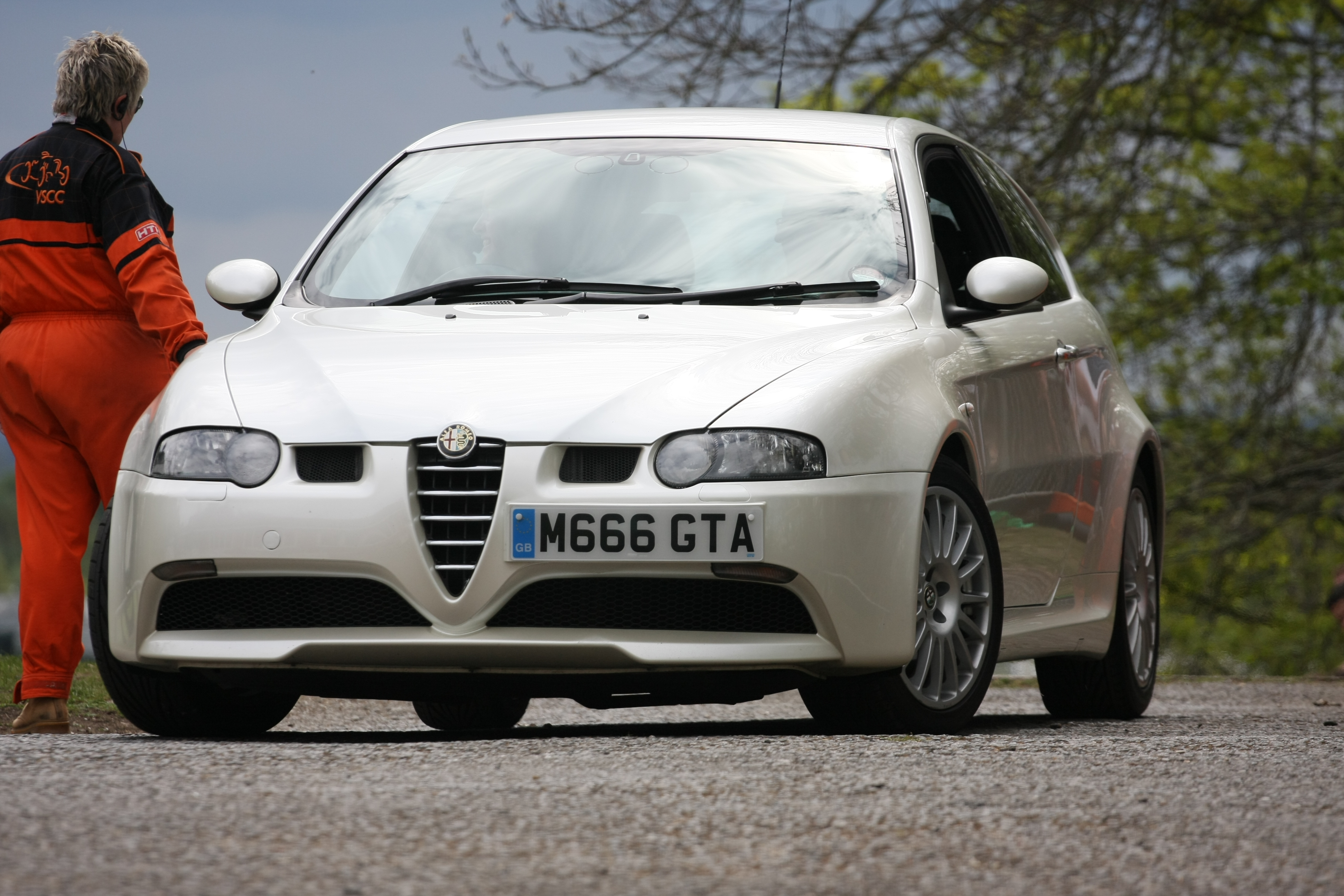
Alfa Romeo 147 GTA (2003–2006)

### Modellpflege
Auf dem Mondial de l’Automobile 2004 in Paris hatte das überarbeitete Modell des Alfa 147 seine Weltpremiere. Verändert wurden unter anderem die Frontschürze und die Heckleuchten sowie das Cockpit. Außerdem wurden einige Ausstattungsdetails modifiziert und neue Optionen wie beispielsweise Alfatex-Sitzbezüge sowie ein stärkerer Dieselmotor eingeführt, der 1.9 JTD 16V Multijet mit 110 kW (150 PS).
Im Oktober 2005 erschien das auf 200 Exemplare limitierte Sondermodell „Limited TI“ (für „Turismo Internazionale“) 1.6 Twin-Spark mit einem 88 kW (120 PS) leistenden Ottomotor. Zur Ausstattung dieses Modells gehört ein Bose-Soundsystem mit Verstärker und Subwoofer und ein CD-Autoradio von Blaupunkt mit MP3-Wiedergabefunktion. Zudem ist der Innenraum als auch die Außenlackierung in schwarz gehalten. Zur Serienausstattung gehören außerdem Lederlenkrad und -schaltknauf, Aluminiumeinstiegsleisten mit Aufschrift, 17-Zoll-Leichtmetallräder mit Reifen der Größe 215/45, Sportfahrwerk, Abrisskante am Dach und Nebelscheinwerfer.
Eine zweite Modellpflege folgte im Herbst 2006 (verchromter Kühlergrill, neue Scheinwerfer, andere Frontschürze, aufgewertete Serienausstattungen, serienmäßiger Partikelfilter für alle Diesel). Außerdem wurde das sportliche Modell Q2 vorgestellt, mit Vorderachs-Sperrdifferenzial und Sportausstattung (17-Zoll-Räder, diversen Modifikationen an der Karosserie und im Interieur, tiefer gelegter Karosserie), das zunächst nur in Verbindung mit dem 110-kW-(150-PS)-Dieselmotor erhältlich war.

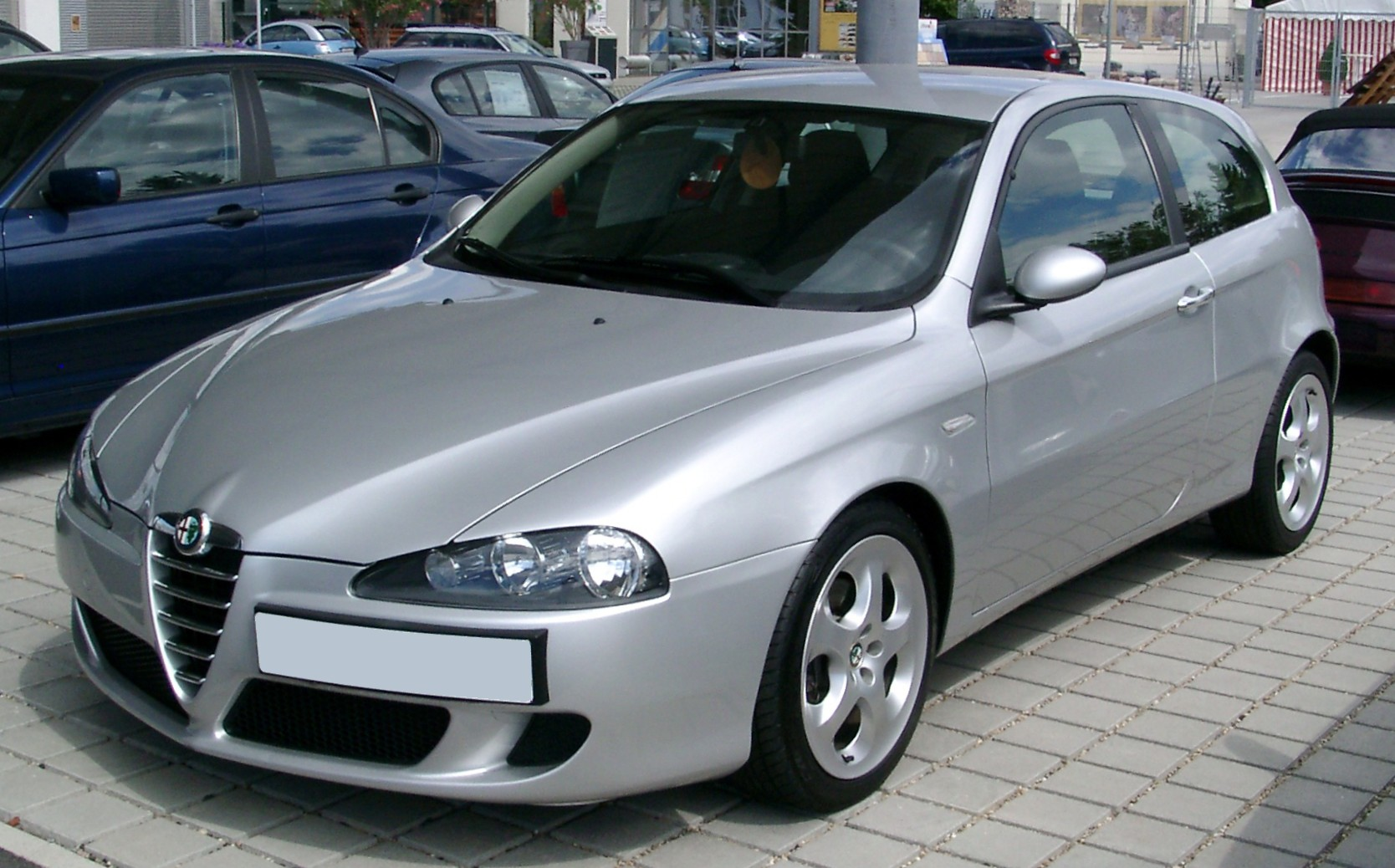
Alfa Romeo 147 Dreitürer (2004–2006)
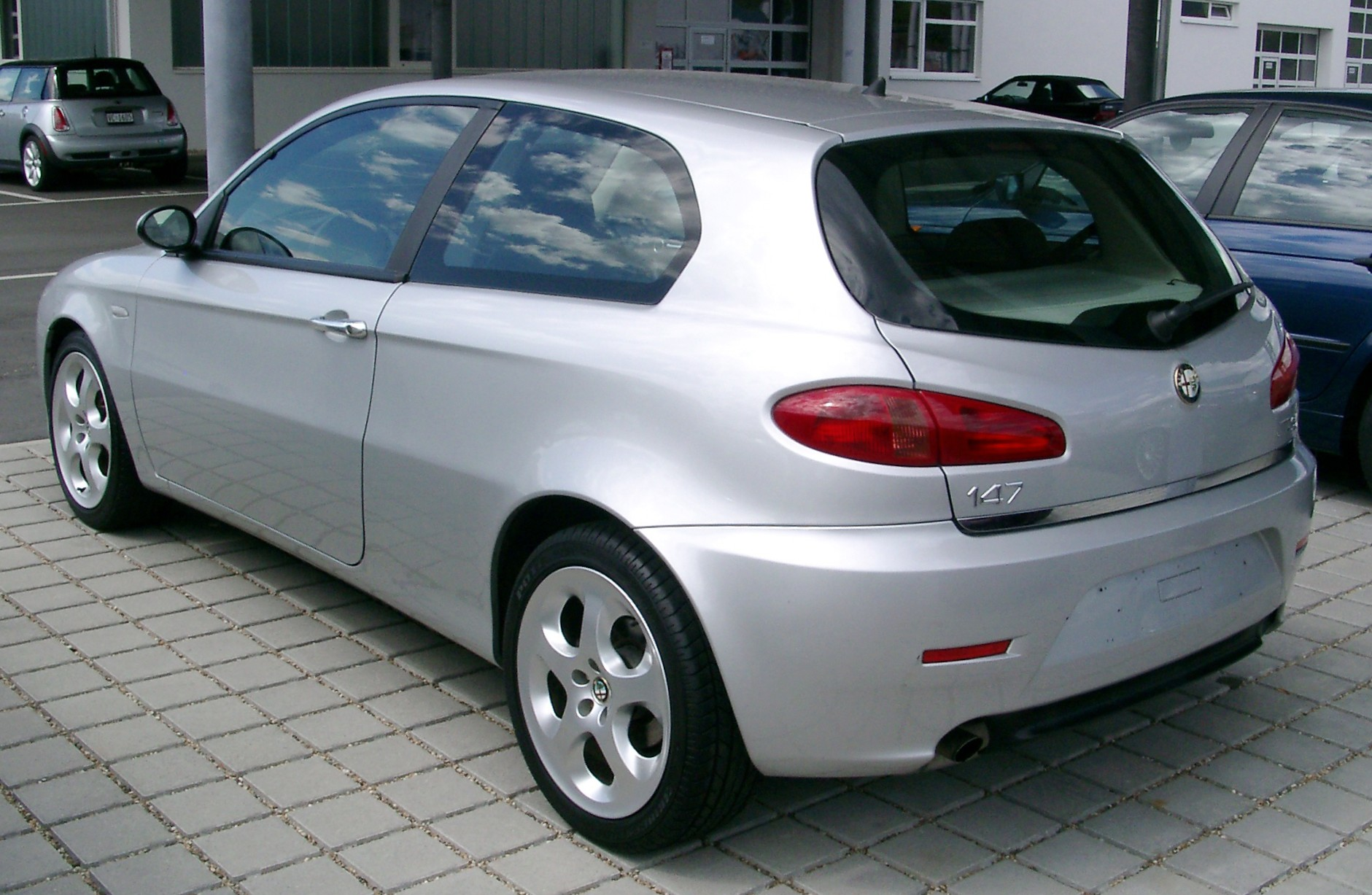
Heckansicht
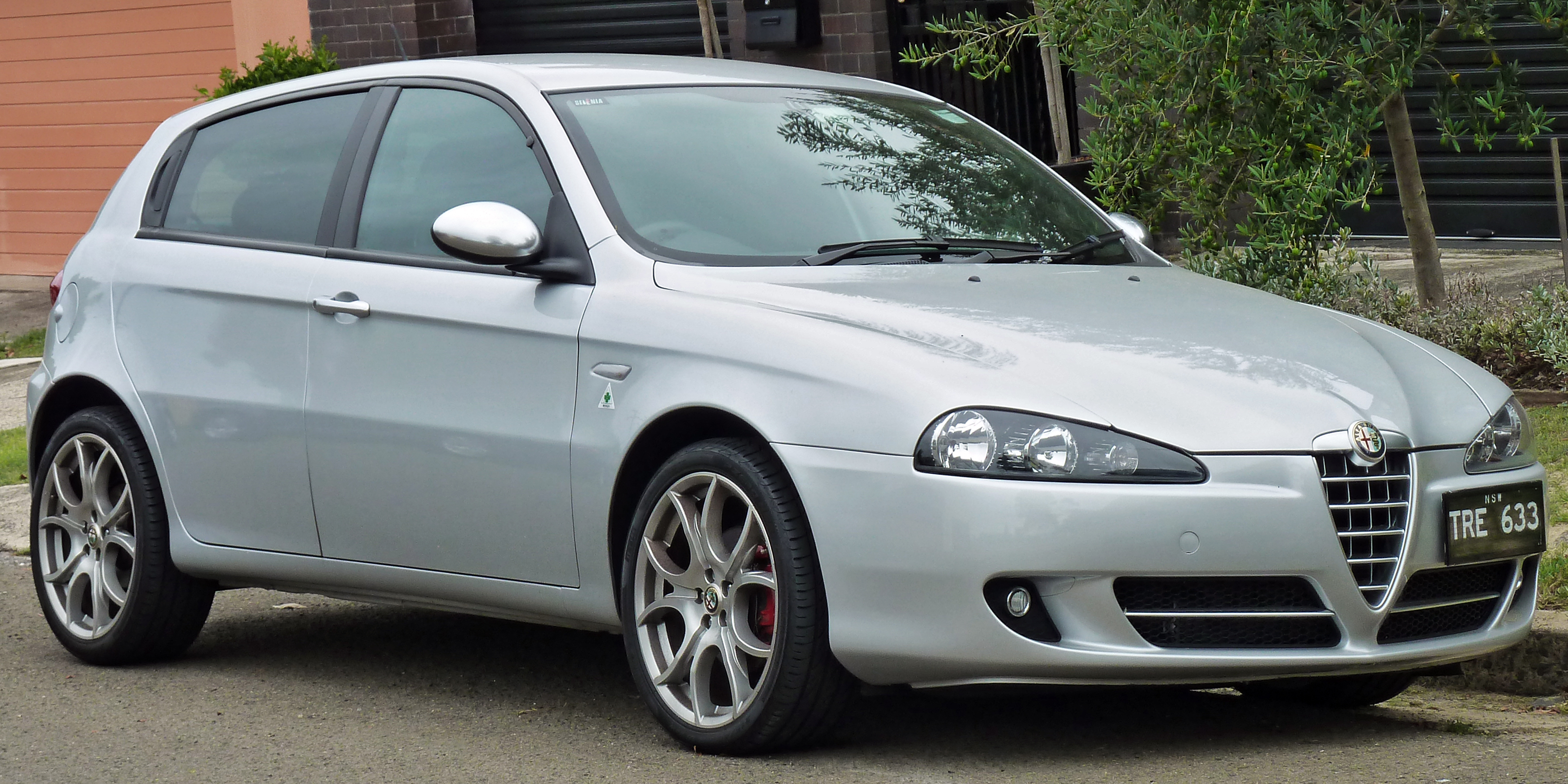
Alfa Romeo 147 Fünftürer (2006–2010)

Im Herbst 2008 fiel die dreitürige Variante aus dem Modellprogramm, da die Rolle des Dreitürers seitdem der kleinere MiTo übernimmt.
Im Mai 2010 wurde auch die Produktion des 147 mit fünf Türen eingestellt, da bereits Mitte Juni 2010 der Nachfolger als Giulietta erschien. Insgesamt entstanden 651.823 Fahrzeuge der Baureihe.

## Ausstattungsvarianten
Der Alfa 147 war in den Ausstattungsvarianten Impression (Basisversion), Progression (Komfortversion) und Distinctive (Luxusversion) erhältlich. Es war jedoch nicht jede Motorisierung mit jeder Ausstattungsvariante kombinierbar. Für das 2.0-TS-Modell sowie den 3.2 GTA war optional das halbautomatische Selespeed-Getriebe erhältlich.

## Motoren

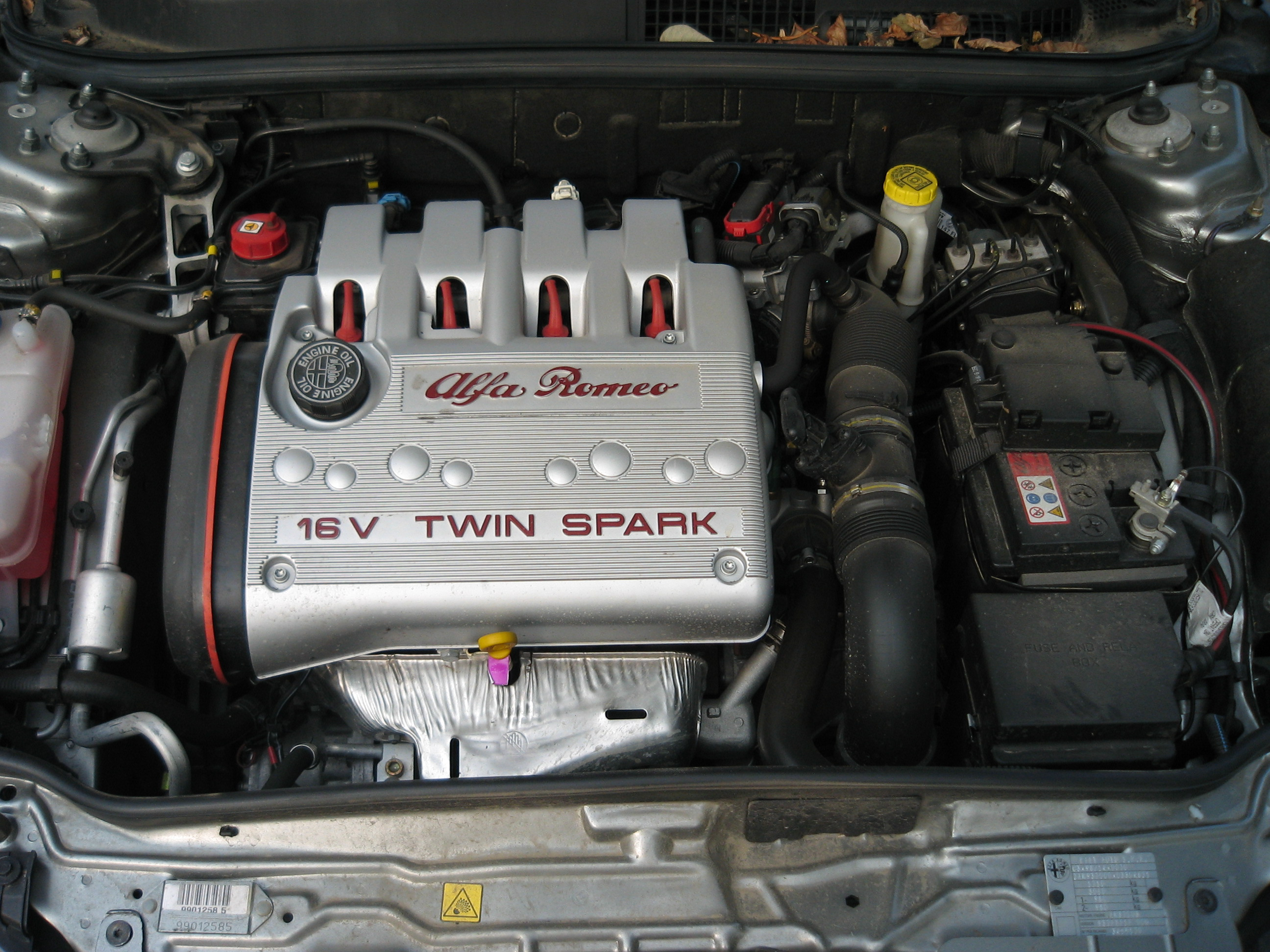
16V-Twin-Spark-Motor

### Benziner
| Modell         | Zylinder | Hubraum  | Leistung                       | Drehmoment            | Bauzeit         |
| -------------- | -------- | -------- | ------------------------------ | --------------------- | --------------- |
| 1.6 TS ECO 16V | 4        | 1598 cm³ | 77 kW (105 PS) bei 5600 min−1  | 140 Nm bei 4200 min−1 | 11.2000–05.2010 |
| 1.6 TS 16V     | 4        | 1598 cm³ | 88 kW (120 PS) bei 6200 min−1  | 146 Nm bei 4200 min−1 | 11.2000–05.2010 |
| 2.0 TS 16V     | 4        | 1970 cm³ | 110 kW (150 PS) bei 6300 min−1 | 181 Nm bei 3800 min−1 | 11.2000–05.2010 |
| 3.2 GTA V6 24V | 6        | 3179 cm³ | 184 kW (250 PS) bei 6200 min−1 | 300 Nm bei 4800 min−1 | 02.2003–09.2006 |

### Diesel
| Modell                 | Zylinder | Hubraum  | Leistung                       | Drehmoment            | Bauzeit             |
| ---------------------- | -------- | -------- | ------------------------------ | --------------------- | ------------------- |
| 1.9 8V JTD (Multijet)  | 4        | 1910 cm³ | 74 kW (101 PS) bei 4000 min−1  | 200 Nm bei 2000 min−1 | 06.2003–06.2005     |
| 1.9 8V JTD (Multijet)  | 4        | 1910 cm³ | 81 kW (110 PS) bei 4000 min−1  | 275 Nm bei 2000 min−1 | 01.2001–10.2001     |
| 1.9 8V JTD (Multijet)  | 4        | 1910 cm³ | 85 kW (116 PS) bei 4000 min−1  | 275 Nm bei 2000 min−1 | 04.2001–10.2004     |
| 1.9 JTD 8V M-Jet       | 4        | 1910 cm³ | 88 kW (120 PS) bei 4000 min−1  | 280 Nm bei 2000 min−1 | 07.2005–05.2010     |
| 1.9 JTD 16V (Multijet) | 4        | 1910 cm³ | 103 kW (140 PS) bei 4000 min−1 | 305 Nm bei 2000 min−1 | 12.2002–11.2004     |
| 1.9 JTD 16V (Multijet) | 4        | 1910 cm³ | 110 kW (150 PS) bei 4000 min−1 | 305 Nm bei 2000 min−1 | 01.2005–10.2008     |
| 1.9 JTD 16V (Multijet) | 4        | 1910 cm³ | 125 kW (170 PS) bei 3750 min−1 | 330 Nm bei 2000 min−1 | 08.2007 (1)–05.2010 |

## Zulassungszahlen
Zwischen 2001 und 2011 sind in Deutschland insgesamt 56.940 Alfa Romeo 147 und Alfa Romeo GT neu zugelassen worden. Das Kraftfahrt-Bundesamt weist die Zahlen für beide Modelle nur gemeinsam aus.
|  |

|  |

|  |

|  |

|  |

|  |

|  |

|  |

|  |

|  |

|  |

|  |

|  |

|  |

|  |

|  |

|  |

|  |

|  |

|  |

|  |

|  |

|  |

|  |

|  |

|  |

|  |

|  |

|  |

|  |

|  |

|  |

|  |

|  |

|  |

|  |

|  |

|  |

|  |

|  |

|  |

|  |

|  |

|  |

|  |

|  |

|  |

|  |

|  |

|  |

|  |

|  |

|  |

|  |

|  |

|  |

|  |

|  |

|  |

|  |

|  |

|  |

|  |

|  |

|  |

|  |

|  |

|  |

|  |

|  |

|  |

|  |

|  |

|  |

|  |

|  |

|  |

|  |

|  |

|  |

|  |

|  |

|  |

|  |

|  |

|  |

|  |

|  |

|  |

|  |

|  |

|  |

|  |

|  |

|  |

|  |

|  |

|  |

|  |

|  |

|  |

|  |

|  |

|  |

|  |

|  |

|  |

|  |

|  |

|  |

|  |

|  |

|  |

|  |

|  |

|  |

|  |

|  |

|  |

|  |

|  |

|  |

|  |

|  |

|  |

|  |

|  |

|  |

|  |

|  |

|  |

|  |

|  |

|  |

|  |

|  |

|  |

|  |

|  |

|  |

|  |

|  |

|  |

|  |

|  |

|  |

|  |

|  |

|  |

|  |

|  |

|  |

|  |

|  |

|  |

|  |

|  |

|  |

|  |

|  |

|  |

|  |

|  |

|  |

|  |

|  |

|  |

|  |

|  |

|  |

|  |

|  |

|  |

|  |

|  |

|  |

|  | Alfa 937 (56.089) |

|  | Alfa 937 (56.089) |

## Auszeichnungen
Der Alfa 147 wurde vielfach ausgezeichnet, u. a.:
- Goldenes Lenkrad 2000
- Auto des Jahres 2001
- Auto Europa 1 2001
- Trophées du design 2000
- viermal den Designpreis Autonis, davon drei Mal in Folge (2001, 2003, 2004 und 2005)

Zwischen 2000 und 2002 erhielt der Alfa Romeo 147 darüber hinaus zahlreiche Auszeichnungen in Japan, Argentinien und Brasilien. In Brasilien wurde der Alfa 147 Selespeed beispielsweise zum Imported Car of the Year in Brazil 2002 gewählt.

## Motorsport
Beginnend mit der Saison 2002 wurde der Alfa 147 in Markenpokalrennen eingesetzt. Alle Fahrzeuge dieses Alfa 147 Cup verfügten über den Vierzylinder-Dieselmotor 1.9 JTD, der in der Rennversion 118 kW (160 PS) leistete. Motor und Getriebe waren verplombt, die Steuergeräte wurden vor dem Rennen eingesammelt und per Losverfahren an die Teilnehmer wieder ausgegeben. Unter technisch gleichen Bedingungen konnten junge Fahrer ihr fahrerisches Talent beweisen. Zusätzlich gab es einen wechselnden VIP-Fahrer wie beispielsweise Christina Surer oder Helmut Zerlett. 2004 wurde der Alfa-147-Cup zum letzten Mal durchgeführt.
Meister
| Saison | Fahrer            |
| ------ | ----------------- |
| 2002   | Markus Lungstrass |
| 2003   | Marc Hennerici    |
| 2004   | Markus Lungstrass |